# Satellite Chemical
Satellite Chemical Co Ltd (STL) (Китайский 卫星化学), ранее известная как Zhejiang Satellite Petrochemical Co Ltd (Китайский 浙江卫星石化), ранее известная как Zhejiang Satellite Acrylic Manufacturing Co. (Chinese), — китайская химическая компания, специализирующаяся на исследованиях, разработках, производстве и продаже химикатов. Основным видом деятельности компании является производство и реализация нефтехимической продукции.

## Продукты
Satellite Chemical участвует в производственной цепочке C2 и C3. Ее продукция включает в себя сложные эфиры акриловой кислоты, метакриловые кислоты, промежуточные пигменты, полимеры акриловой эмульсии, суперабсорбирующие полимеры и другие продукты.

## История
Компания Zhejiang Satellite Petrochemical была основана в 2005 году и ранее называлась Zhejiang Satellite Acrylic Manufacturing Co.
28 декабря 2011 года Satellite Chemical стала публичной компанией на Шэньчжэньской фондовой бирже.
В 2014 году компания Satellite Chemical приступила к установке новой установки адсорбции под давлением (PSA) от Honeywell UOP для снабжения водородом высокой чистоты своего интегрированного нефтеперерабатывающего и нефтехимического комплекса в городе Пинху, провинция Чжэцзян, Китай. Установка PSA, основанная на технологии Polybed PSA компании Honeywell UOP, очищает водород, вырабатываемый связанной с ней установкой дегидрирования пропана UOP C3 Oleflex (PDH), которая также используется на комплексе.
В 2020 году Satellite Chemical получила разрешение регулирующих органов на строительство нефтехимического комплекса стоимостью 4,2 миллиарда долларов в провинции Цзянсу для переработки этана из США.
В 2022 году Satellite Chemical заняла второе место в рейтинге Forbes Global 2000. В 2023 году компания Satellite Chemical заняла 242-е место в рейтинге Fortune China Top 500.

## Общественные мероприятия
Международный марафон «Lianyungang·Satellite International Marathon» 2019 года, также известный как Satellite Chemical Cup, был проведен 20 октября в районе Сювэй города Ляньюньган, Китай. Мероприятие было организовано Китайской ассоциацией легкой атлетики, спортивным бюро провинции Цзянсу, правительством города Ляньюньган, Административным комитетом Национальной демонстрационной зоны регионального сотрудничества Восток-Центр-Запад. Марафон объединил в себе полный (42,195 км), полумарафон (21,0975 км) и мини-марафон (около 5 км) забеги, собрав 15 000 участников, в том числе 150 бегунов международного уровня.